# Чуфарово (Вешкаймский район)
Чуфарово — рабочий посёлок в Вешкаймском районе Ульяновской области, административный центр Чуфаровского городского поселения.

## География
Расположен в 20 км к северо-востоку от районного центра при впадении реки Майна в реку Барыш.

## История
Чуфарово основано Леонтием Лукьяновичем Чуфаровым, который в 1671 году получил землю от царя Алексея Михайловича за «Синбирское осадное сидение при Стеньке Разине». Ему также было предоставлено право служить при царском дворе. Чуфаров поселил на этой земле крестьян, основав слободу Чуфаровскую. В 1677 году здесь была построена часовня во имя Николая Чудотворца. В 1678 году здесь уже существовало село Чуфарово, в котором в 15 дворах жило 53 человека. Кроме этой земли ему и его брату Григорию Лукьяновичу, была дана земля близ реки Сухой Бирюч, где он основал тоже село Чуфарово, которое отдал в приданное своей дочери Прасковье.
В 1686 году Чуфаровым была построена Рождественская церковь (в 1846 году, на средства помещиков Бекетова и Слепцова, была перестроена). С постройкой церкви село Чюфарово (так тогда писалась) стало называться Новое Рожественное.
В 1760 году была построена церковь Благовещения Богородицы, которую в 1854 году перенесли на другое место.
В 1780 году село Рождественское Чуфарово вошло в состав Карсунского уезда Симбирского наместничества. В селе жило 307 ревизских душ помещичьи крестьян.
В 1796 году село вошло в состав Симбирской губернии.
В 1859 году в селе в 125 дворах жило 1221 человек. Находилось в 1-м стане Карсунского уезда Симбирской губернии.
В 1898 году рядом с селом была открыта ж/д станция «Чуфарово» ветки Инза (станция) — Симбирск I.
В 1913 году в Чуфарове было 284 двора, 1779 жителей, церковь Благовещения Богородицы (1760, перенесена в 1854) и Рождественская церковь (1686, перестроена на средства помещиков Бекетова и Слепцова в 1846 году), начальная школа (1863), частная школа (1872), станция «Чуфарово» Московско-Казанской железной дороги (1898), посёлок при станция «Чуфарово», телеграф (1899), водяная мельница, образцовое хозяйство помещиц Т. Д. Слепцовой и С. А. Гулак-Артемовской, завод тяжеловозных лошадей.
В 1918 году здесь происходило формирование частей Симбирской Железной дивизии и началось её наступление на Симбирск.
В 1924 году село Чуфарово — административный центр Чуфаровского с/с, в который входили ещё: д. Григоровка и посёлок при ст. Чуфарово, а в селе, в 358 дворах, жило 1737 человек.
В 1935 году село вошло в состав Вешкаймского района Средне-Волжского края.
В августе 1941 года из г. Льгова Курской области вместе с рабочими было эвакуировано оборудование. В октябре 1941 г. завод уже начал выпускать продукцию.
В 1943 году Чуфарово вошло в состав Ульяновской области.
Статус рабочего посёлка Чуфарово получило в 1968 году.
С 2005 года — административный центр Чуфаровского городского поселения.

## Население
| 1913  | 1970  | 1979  | 1989  | 1996  | 2002  | 2007  | 2009  | 2010  |
| ----- | ----- | ----- | ----- | ----- | ----- | ----- | ----- | ----- |
| 1779  | ↗3374 | ↘2998 | ↘2956 | ↘2900 | ↘2695 | ↘2457 | ↘2427 | ↘2240 |
| 2012  | 2013  | 2014  | 2015  | 2016  | 2017  | 2018  | 2019  | 2020  |
| ↘2178 | ↘2134 | ↘2085 | ↘2026 | ↘1968 | ↘1934 | ↘1881 | ↘1796 | ↘1740 |
| 2021  |       |       |       |       |       |       |       |       |
| ↘1658 |       |       |       |       |       |       |       |       |

## Инфраструктура
Чуфаровский арматурный завод, СПК «Путь Ильича», филиал АОЗТ «Контактор», хлебоприёмное предприятие, нефтебаза, школа, ДК, библиотека, медпункт, больница, детский сад, отделение связи, ж/д станция «Чуфарово».
В 2002 году СПК «Путь Ильича» реорганизован в КФХ «Дубки» (закрыто в 2006 году).
В 2004 году закрыта нефтебаза.
В 2008 году обанкротился Чуфаровский арматурный завод, вместо него заработал Завод промышленной арматуры.
Началась газификация посёлка[когда?]

.

## Памятники
- Памятник-обелиск 128 землякам, погибшим в Великой Отечественной войне (2005)[29].
- Объект культурного наследия (памятник истории и культуры) регионального значения «Церковь Николая Чудотворца (православный приходской храм) 1791 г.», поставленный на государственную охрану Решением Ульяновского областного Совета народных депутатов трудящихся от 12.02.1990 г. № 79.[6]

## Известные люди
- В посёлке родился Герой Советского Союза Владимир Субботин.
- Павлов, Борис Тимофеевич — Герой Социалистического Труда), в 1954—1956 гг. — директор Чуфаровской маслосырбазы.
- Макаров, Владимир Александрович — советский военачальник, генерал-полковник[30][31][32].